# L'invasione (film 1970)
L'invasione (L'invasion) è un film italo-francese del 1970 diretto da Yves Allégret.

## Trama
Marcello, ricco architetto e professore universitario, riceve una telefonata da un suo allievo in una serata di pioggia e accetta di dargli ospitalità. L'allievo si presenta con un gruppo di amici e mette a soqquadro la casa e la vita del professore.